# Ultra (tidskrift)
Ultra: Kirjallisuustaiteellinen aikakauslehti – Tidskrift för ny konst och litteratur var en tvåspråkig (finska och svenska) tidskrift om litteratur och konst som gavs ut i åtta nummer (sju häften) under 1922 av förlaget Daimon, och som var en av de framträdande modernistiska tidskrifterna.

## Historik
Ultra startades av litteraturkritikern Hagar Olsson, pjäsförfattaren Lauri Haarla, teaterkritikern Raoul af Hällström och författaren Elmer Diktonius. Som redaktörer valdes Hagar Olsson och L.A. Salava. Strax efter bildandet började redaktionen, samt Diktonius (som inte formellt hörde till redaktionen) gräla. Tidskriften hade låga intäkter. Efter mindre än ett år lades den ner.
- Nummer 1, 14 september 1922
- Nummer 2, 30 september 1922
- Nummer 3, 15 oktober 1922
- Nummer 4, 31 oktober 1922
- Nummer 5, 14 november 1922
- Nummer 6, 30 november 1922
- Nummer 7–8, 20 december 1922[3]

Tidskriften innehöll bland annat en artikel av Edith Södergran om hennes förebild, ego-futuristen Igor Severjanin.